# 薩季伊夫
50°33′8″N 25°54′10″E / 50.55222°N 25.90278°E
薩季伊夫（烏克蘭語：Сатиїв），是烏克蘭的村落，位於該國西北部羅夫諾州，由杜布諾區負責管轄，始建於1545年，面積0.32平方公里，海拔高度202米，2001年人口771，人口密度每平方公里2,379.6人。